# 이능선 (1902년)
이능선(李能善, 1902년 11월 30일 혹은 7월 2일 ~ 1963년 3월 29일)은 일제강점기의 기자, 작가이자 수필가, 언론인, 잡지 동인, 출판인, 기업인이며, 대한민국의 기업인, 언론인, 사회 활동가이다. 1947년 1월 30일 서울 종로구 팔판동 동회장(洞會長, 동사무소 동장)에 선출되고, 10월 1일 팔판동 동회장에 재선되었다. 1949년부터 1955년 팔판동장이었다. 자(字)는 경백(景百), 본관은 우계(羽溪)이다. 1920년부터 1937년 4월 16일까지 매일신보 신문 기자였다. 1943년 서울 종로구 팔판정 경제과장, 부총대, 팔판정 총대(동사무소 동장)을 지냈다. 경성부 종로(현, 서울 종로) 출신.
1919년 작가 박영희의 동인지 《신청년》의 동인, 필진으로, 1922년 잡지 《백조》의 동인으로 참여했다. 1920년부터 매일신보 광고부 기자가 되어 1920년대에 매일신보 광고부 기자, 경성지국 기자로 재직했으며 1925년 잡지 《신민》의 필진으로 참여했다. 1926년 9월 1일 김을한, 정인익, 최삼우 등과 잡지 《문예시대 (文藝時代)》를 창간했으나 1927년 1월 폐간했다.
1924년 1월 1일부터 1927년 1월 17일 매일신보 본사 발행인이었고, 매일신보사 광고부 기자, 매일신보사 서울지국 기자 등으로 활동했다.
1935년 ~ 1937년 매일신보 황해도특파원(特派員) 겸 해주지국장을 역임했다. 또한 매일신보사 황해도 남천지국장을 겸직했고, 그해 11월 18일부터 조선신문의 지방지 해주신문사 특파원을 겸직했다. 기업인으로 활동하다가 1943년 경성부 종로구 팔판정회 재무부장, 정 부총대, 정 총대 등을 역임했다.
해방 후 독립촉성국민회 총무부장, 대한청년단 교도국 부국장, 1946년 현대일보사 상무이사, 47년 현대일보 후생국장, 대한독립청년단 총무부장 등을 역임했다. 1947년 1월 30일 서울시 종로구 팔판동 동회장에 선출되고 그해 10월 1일 재선됐다. 삼청국민학교 후원회의 이사로도 활동했다. 일본식 이름은 하타니 노지(羽溪能二)이다.

## 생애

### 출생과 가계
이능선은 1902년(광무 6년) 11월 30일 경성부 종로 수은동에거 태어났으며, 고조부는 노인직으로 가선대부동지중추부사를 지낸 이원석(李元錫)이고, 증조부는 증 정삼품 통정대부 비서원승(贈 正三品 通政大夫 祕書院丞)에 추증된 이현송(李顯松)이고, 생 조부는 이문학관과 돈녕부도정을 지낸 이유녕(李裕寧)이며 생부는 인천부윤 겸 인천감리사, 탁지부협판을 역임한 관료 이재정(李在正)이고 생모는 안동김씨(安東金氏)로 김인석(金仁奭)의 딸이다. 양아버지는 이재영(李在永)이다.
이름은 능선이고 자(字)는 경백(景百)이다. 일부 기록에는 가명 여부, 활자 오탈자 여부는 알 수 없으나 이능수(李能售)라는 이름으로도 나타난다. 아호는 실전되어 알 수 없다. 필명은 따로 사용하지 않고 본명으로 기고했다. 일설에는 그의 생일이 7월 2일이라는 설도 있다.
그밖에 족보에 실리지 못한 생가의 서모, 생부 이재정의 첩 2명이 더 있었다. 생부 이재정의 첩 1명은 1912년에 사망했고, 다른 1명은 1912년 그의 생모 안동김씨와 첩 서모가 연속으로 사망하자, 전남편의 아들을 데리고 재혼해서 온 서모였다.
순조 때의 조선통신사의 수행원으로 일본을 다녀온 태화 이현상(太華 李顯相)은 증조부 이현송과 8촌 간이었다. 친 형제로는 형 이흥선(李興善), 동생 이양선(李亮善)이 있고, 4명의 누이가 있었다.
본가 친 형 이흥선은 일본에 유학, 1920년 7월 센슈 대학(専修大学)을 39회로 졸업했으며, 1927년 무렵 경기도 시흥군 북면 신길리(후일의 서울특별시 영등포구 신길동)의 구장(區長)을 역임했다. 형 이흥선은 1949년 무렵까지도 생존해 있었다. 1949년 9월 27일과 9월 28일 백범 김구(白凡 金九)는 그와 그의 형 이흥선에게 4자 휘호를 써서 주었는데, 김구가 김창수라는 이름으로 인천 감리서 감옥에 갇혔을 때 그의 생부 이재정이 재판관으로 재판한 인연으로 추정된다.
본가 친동생 이양선은 자세한 행적이 전하지 않으며, 1921년 5월 당시 맏형 이흥선과 토지, 가옥을 놓고 갈등하다가 조선일보 1921년 5월 19일자 3면 10단에 개인 광고를 냈다.
본인(本人)의 사형 이흥선(舍兄李興善)이가 본인(本人)이 미성년(未成年)을 빙자(馮藉)하고 본인(本人)의 인감(印鑑),위조(偽造)하와 토지급가옥(土地及家屋)을 저당 혹(抵當或)은 매도(賣渡)지하니 내외국인(內外國人). 일절물견기(一切勿見欺)혼. / 대정10년 5월 18일 이양선 백(李亮善 白)

이후 본가 친동생 이양선은 종로구 훈정동 65번지에 살다가 일본인 서강의 고용인 전덕삼(田德三)과 시비가 붙어 폭행당해 중상을 입어 동아일보에 보도된 일이 있고, 1925년 9월경에는 익선동 77번지에 거주하였다. 이후의 행적은 전하지 않는다.
4명의 누이는 파평윤씨 윤시현(尹時鉉)에게 출가한 누이, 문화류씨 류내명(柳來明)에게 출가한 누이, 함안조씨 조창규(趙昌奎)에게 출가한 누이, 그밖에 이름, 행적이 전하지 않는 누이 1명이 있다. 족보 상에는 3명의 누이만이 실렸지만 1912년 그의 생모와 서모가 연이어 죽고, 생부 이재정이 들인 과부가 7남매를 구박했다는 것이 신문 뉴스에 보도됐다.

### 당숙의 양자로 입양
그는 자녀가 없이 일찍 죽은 그의 5촌 당숙 이재영(李在永)의 양자로 입양했다. 경안역 찰방 이상우(李商雨)의 9대손으로, 이상우가 이영구의 양자가 되어 경기도 성남에서 영평으로 왔다. 7대조 이상우(李商雨)가 먼 친족 이영구(李永久)의 양자가 되어 경기도 광주군 낙생면 대장리 아랫장토리 또는 대장리 벌말(후일의 경기도 성남시 분당구 대장동 아랫장토리부락, 벌말부락)에서 경기도 영평군 이동면 장암리(후일의 경기도 포천시 이동면 장암리)로 이주해 왔다. 이후 그의 가계는 포천시 일동면 기산리, 유동리, 길명리 일대에 살게 되었다. 능선의 조부 이유녕(李裕寧)이 경기도 포천시 일동면 기산리 또는 유동리에서 경성부 종로구 수은동으로 이사해 왔다.
양아버지이자 5촌 당숙 이재영(李在永)은 본부인 전주이씨(全州李氏)와 사별하고 뒤에 풍양조씨(豊壤趙氏)와 재혼했으나, 재혼한 부인에게서도 아들을 얻지 못했다. 당숙모이자 양아버지 이재영의 첫 부인 전주이씨는 임영군(臨瀛君)의 후손이라 하는데, 세종대왕의 넷째 아들 임영대군 이구의 후손인지 소현세자 가문의 양자로 들어와 사후 임영군(臨瀛君)에 추증된 임영군 이의저(臨寧君 李義著)의 후손인지 불분명하다.
양아버지 겸 5촌 당숙 이재영의 두번째 부인으로, 그의 양어머니 겸 당숙모인 풍양조씨는 1917년 그의 집안 족보 편찬 무렵까지는 생존해 있었다. 양 할아버지이자 종조부 이우녕(李祐寧)은 그의 친할아버지 이유녕(李裕寧)의 친형이다.
부인 청주한씨는 연천현감, 내금위장, 해주군수를 지낸 죽농(竹農) 한형리(韓炯履)의 딸로, 조부는 한용기(韓用基), 증조부는 한탁유(韓逴裕), 고조부는 평릉도찰방(平陵道察訪)을 지낸 한석모(韓碩謩)이며, 병조판서 장도공 한치의(章悼公 韓致義)의 후손이다. 친정어머니는 무안박씨(務安朴氏)로 학생 박지훈(朴志勳)의 딸이다.

### 초기 활동
초기 행적은 알려진 것이 없다. 1912년 생모 안동김씨와 그 해 서모 1명이 연이어 사망했다. 생모 안동김씨는 양주군 진접면 금곡리(후일의 남양주시 진접읍 금곡리) 앞산 경좌(庚坐)에 매장됐고, 생가 친형 이흥선의 부인 권용철(權用哲)의 딸 안동권씨(安東權氏)의 묘소도 인근에 있다.
그는 경기도 포천군 일동면 유동리에 있는 양어머니의 집에서 성장하다 뒤에 경성부로 올라와 수학했다. 양어머니 풍양조씨는 1917년 당시에는 생존해 있었다. 후일 경성부 종로구 수은동에 살다가 경성부 종로구 팔판동 151번지로 이주했으며, 한때 황해도 장연군에 거주하다가 1925년 무렵에는 경성부 봉익동에 일시 거주하였다. 이후 경성부 종로구 팔판정으로 이주했으며, 1945년 이후에는 서울특별시 종로구 팔판동에서 거주하였다.
교류하던 인물로는 작가 회월(懷月) 박영희(朴英熙), 기자 김을한(金乙漢) 등이 있었다.
배재학당에 입학했는데 졸업인지 수료인지 여부는 확인되지 않는다. 1917년 이전 청주한씨, 한확의 장남 한치인의 14대손 한형리의 셋째 딸과 혼인했으며, 1917년 당시에는 이미 혼인 상태였다. 1917년에 편찬된 그의 집안 족보에 부인 한씨가 실렸다.
배재학당을 거쳐, 1917년 경성고등보통학교에 입학했다. 1919년 1월 동인지 〈신청년 新青年〉의 발간에 참여했다. 1919년 1월 이후 박영희, 최승일, 나도향, 이능선 등 배재 출신 동창 들은 동인지 『신청년』( 1919.1.20 ~ 1921.7.15 , 통권 6 호) 을 발간 하고 있었다. 1919년 당시 그는 경성고등보통학교 3학년에 재학 중이었다.
1920년부터 매일신보 광고부 기자로 근무했다. 1920년 일본 도쿄에 유학, 도요대학(東洋大学)을 입학했다. 일본 유학 중 1921년 5월 잡지 〈신청년 新青年〉순문예혁신호(純文藝革新號)가 나오자 그 동인(同人)은 최승일(崔承一), 나도향(羅稻香), 박영희(朴英熙), 이능선(李能善), 이홍(李虹) 등이었으며, 비용은 최승일이 담당했다 한다. 도요대학 수료 후 귀국했으며, 매일신보에 입사, 매일신보 본사 기자, 광고부 기자로 재직하였다. 매일신보 본사 기자로 재직하며 동인지 활동에도 참여했다.

### 기자 생활과 동인지 동인 활동
1920년 박영희의 잡지 《신청년》의 동인으로 참여했다. 1920년 6월 이후 배재 동창인 박영희, 최승일, 나도향 등과 동인지 신청년을 발간했다. 1922년 최승일(崔承一(秋谷)), 나경손(羅慶孫(彬 또는 稻香), 박영희(朴英熙), 이홍(李虹) 등과 함께 잡지 백조(白潮)의 동인으로 참여했다.
1923년 9월 3일 황해도 은율군 장연면 직전리(후일의 황해남도 장연군 장연읍) 직전리 교회 예배당 봉헌에 건축의연금 5원을 기부하였다. 1923년 당시 경성부 종로구 수은동 82번지에 거주중이었다. 1923년 9월 12일 당시 경성부 중구 방산정(芳山町) 82번지 홍덕후(洪德厚)가 그의 집 및 그의 집 현미떡 만드는 기구를 자신의 것인 양 허위로 용산구 대도동 김자선(金子善)에게 매도한 것이 동아일보에 보도되었다.
1924년 1월 1일 매일신보 발행인이 되어 1927년 1월 17일 매일신보 휴간 전까지 발행인으로 재임했다. 1927년 1월 18일 매일신보는 하루 휴간하고 그를 해임학고 발행인을 김정선으로 교체했다. 그의 매일신보 발행인직 해임 사유는 신문에 공지하지 않아 알 수 없다.
1925년 박영희, 나도향, 최승일, 현진건 등과 함께 《백홍 (白虹)》 잡지 발행을 추진. 간담회를 열었으나, 실패하였다. 1925년 경성일보사의 사무원을 겸직하였다. 경성일보사의 다른 공동 사무원은 태덕영(太德英)이었다.
1925년 5월 10일에 창간한 잡지 《신민》의 필진으로 참여했다. 1926년 1월 30일 매일신문사에서 조선문(한글) 신문사 광고부원이 모여서 조직한 신문사교협회의 출범과 조직에 매일신보 기자 자격으로 참여, 사교협회 서무에 선임되었다. 광고적 기술 공유와 상공계의 진흥책을 연구할 목적으로 조직했다.
1925년 당시 평안남도 강서군 보림면 광포리에 임시로 거주 중이었다. 1925년 11월 무렵 그가 외출 시, 쓰리 전과자로 평양, 진남포 일대의 빈집을 돌아다니며 쓰리를 하던 김성룡(金成龍, 평양부 신창리 28번지 거주, 당 20세)가 그의 집과 장롱을 뒤지고, 부엌을 나가서 뒤질 때 발견, 김성룡은 도주했으나 동리를 순찰하던 경찰관과 같은 동리 주민 윤기환(尹基煥) 등에 의해 붙잡혔다. 김성룡은 쓰리 전과 17범의 상습범이었다. 1925년 12월 9일 당시에는 평남 강서군 보림면 광포리에 방을 얻어 거주중이었다.
1926년 김을한(金乙漢), 최삼우(崔三愚) 등과 함께 조선문예협회(朝鮮文藝協會)의 동인의 한 사람으로 참여했다. 조선문예협회 동인 중 김을한, 최삼우 등과 잡지 문예시대 창간을 준비했다. 1926년 영화동호회에 회원 가입, 그해 6월 27일 조선시네마 상영작 영화 농중조(籠中鳥)의 영화평을 올렸다.
1926년 7월 1일 잡지 신민 제15호에 일본 유학담을 실은 "六年前의 녀름"을 기고했고, 9월 1일 신민 제17호에는 "情死問題批評-第三者로는 몰을 일"이라는 글을 기고했다. 9월 25일 종로구 1정목 63번지에서 김을한, 정인익(鄭寅翼), 최삼우(崔三愚) 등과 잡지 문예시대(文藝時代)를 창간, 필진으로 참여했다. 9월 30일 문예시대사 사무소를 종로1정목 63번지로 옮기고, 11월 1일 잡지 문예시대를 창간호를 준비했다. 동시에 80명의 필진을 모으고, 잡문, 수필, 창작 등 작품 공모를 하였다. 그러나 문예시대는 1927년 1월 폐간되었다.

#### 기자, 언론친목단체 활동
1928년 3월 12일 오후 4시에 경성일보사 주최 정구부랍회에 참가, 윤명길(尹命吉)과 같은 조로 출전 일본인 천곡(淺谷), 화도(和島) 팀과 상대, 2대 1로 패하였다. 1928년 9월 5일까지 매일신보사에서 수해의연금을 모금할 때, 50전의 성금을 냈다. 이때에는 매일신보 경성지국(每日申報 京城支局) 기자였다. 매일신보 본사 광고부에서 매일신보 경성지국으로 발령된 시점은 기록이 없다.
1929년 6월 10일 매일신보에소 주최하는 단오대운동회에 시상부 위원(施賞部 委員)으로 참여했다.
1931년 6월 9일 오후 4시부터 경성일보에서 주최하는 본사 테니스 대회에 참가, 기자 정관용(鄭寬容)과 한 팀이 되어 고영한(高永翰), 박형래(朴衡來) 팀을 2대 1로 꺾었다. 그러나 최종 우승에서 떨어졌다. 대회 상품은 미즈하타 히데오(水畑秀藏), 매일신보 미츠코시지점(三越支店), 정자야(丁子屋), 기린빌(キリンビ ール), 삿포로 맥주(サッポロビール), 경성운동구상회(京城運動具商會) 등으로부터 다수의 협찬, 상품 기증이 있었다. 1931년 7월 27일 일부 신문사가 통합을 추진, 가칭 대동합일보 추진시 r광고부 부원으로 추천되었다.
1934년 스즈키 상점(株式會社 鈴木商店)에서 출간한 《사계(四季)의 조선요리(朝鮮料理)》의 머리말을 썼다.

### 매일신보 해주지국장 겸 황해도특파원, 해주신문 특파원 재직
1935년 10월 1일 매일신보사 사령(辭令) 때 사원(社員)에서 매일신보사 황해도특파통신원(特派通信員) 겸 매일신보사 해주지국장으로 승진 발령되었다. 같은 10월 1일 매일신보 남천지국장을 겸직하였다. 매일신보 해주지국은 황해남도 해주군 해주읍 중동에 있었고 해주군 연백군 옹진군을 관할했고, 평산 남천지국은 평산군 보산면 신남천리에 있었으며 평산군 금천군 신계군 곡산군 수안군을 관할했다. 11월 18일 오후 6시 매일신보 해주지국장 겸 특파원으로, 조선신문사의 신임축하 피로연에 참석했다. 이날 그는 해주신문(海州新聞) 특파원에 임명되었다.
그해 12월 1일 매일신보사 연백지국이 분국, 연백군 연백읍내에 설치되면서 연백군 지역 취재 업무는 새로 연백지국장에 임명된 전세명(全世明)에게 넘겼다.
1935년에는 황해도 장연군 속달면 태탄리에 거주했는데, 그해 4월 27일 그의 집에 방화한 장연군 속달면 태탄리 이성근(李成根, 당 16세)이 체포되었다. 이성근은 13건의 절도행위를 한 것이 함께 확인되었다. 이성근은 4월 27일 이능선의 방에 불을 지른 것을 비롯, 5월초까지 동리 4개소에 방화한 후, 불을 끄러 나가거나 집을 비운 사이 물품, 현금을 절도했다. 이성근은 10월 23일 해주지방법원에서 징역 7년을 선고받았다.
1936년 3월 6일 ~ 3월 7일 양일간 매일신보 본사 주최 지방특파원 회의에 참석했다. 3월 6일, 3월 7일 매일신보사 자매지 경성일보사에서 열린 매일신보사 각 도 특파, 지국장 회의에 해주지역 대표로 참석했다. 이때 그는 경성부 간동(諫洞) 109번지에 숙소를 마련했다.
1936년 8월 31일부터 비가 내려 9월 3일 오후 6시까지 우량 120mm였고, 해주읍성, 청풍학원(淸風學院)이 유실되고, 평산군(平山郡), 남천시(南川市)의 집 3천호가 유실되자, 황해도특파원 자격으로 직접 현장을 방문, 취재하였다. 1936년 9월 황해도에 대 수해가 발생하자 9월 6일 해주신문기자단에서 매일신보 지국, 중앙, 조선, 동아일보 지국 국원이 모여 수해구제를 토의할 때 교섭위원의 한 사람으로 참여, 수해구제금을 9월 25일까지 모집하기로 결의했다.
1936년 가을 황해도 지역의 장기 가뭄으로 한해(旱害)가 발생, 2만 6천 정보(町步)의 농지가 황폐화되고 그해 9월 황해도내에 폭우가 발생했다. 그해 10월 15일부터 10월 19일까지 그는 매일신보 해주지국 기자 최철기(崔基哲) 등과 함께 가뭄 피해 농가를 방문, 위문 및 현장 답사를 했다. 10월 15일 옹진군 교정면(交井面) 일대, 16일 황해도 연백군, 17일 신천군, 18일 안악군 안악면 일대, 10월 19일 황주군 일대를 방문했다.
1937년 2월 15일 오전 10시, 2월 16일 오전 10시 매일신보사 부사장이 주관하는 매일신보사 특파원 회의에 황해도지역 특파원 자격으로 참석했다. 1937년 4월 6일 매일신보사 황해도특파통신원 겸 해주지국장을 사직하고, 매일신보사에서 의원퇴사하였다. 퇴사 사유는 기록하지 않아 알 수 없다. 해주신문 역시 사직한 것으로 추정되나, 해주신문 사직 시점은 기록에 나타나지 않는다.

### 팔판정회 경제부장, 부총대, 정 총대 근무
이후 정국물산주식회사(正國物產株式會社) 대표이사 사장, 남성무역주식회사(南星貿易株式會社) 취체역으로 활동했다.
창씨개명령 이후 일본식 이름 하타니 노지(羽溪能二)로 개망하였다. 창씨개명 시점은 알려진 것이 없다. 1942년 저서 《남양대관 (南洋大觀)》을 간행할 당시에는 본명을 사용하고있었다.
1942년 9월 13일 저서 《남양대관 (南洋大觀)》을 한성도서주식회사에서 인쇄, 경성 행림서관에서 발행했다. 이때 그는 경성부 팔판정 85번지에 거주하고 있었다.
1943년 3월 14일 오전 11시 삼청공립국민학교(三淸公立國民學校) 교내에서 개최된 학부형회에서 삼청공립국민학교 후원회 역원(役員)을 선출할 때, 그는 후원회 이사의 한 사람으로 선출되었다. 이때는 일본식 창씨개명인 하타니 노지(羽溪能二)라는 이름을 썼다.
1943년 3월 19일, 4월 1일에 신설 발족하는 팔판정 정회(町會)의 총대 및 역원을 선출할 때 팔판정 경제부장에 선출되었다. 그해 7월 1일 팔판정회 부총대 겸 총무과장 히라노 모리테루(平野盛暉)이 사직하자 회계과장 유종현(柳宗鉉)이 팔판정 부총대 겸 회계역원이 되고 부총대 유종현이 부총대직을 사임하자 그해 그가 팔판정회 부총대 겸 총무과장직에 임명되었다.
12월 15일 팔판정회 총대 겸 총무부장 쓰기야마 준에이(杉山潤永)가 사임하자, 팔판정회에서 열린 총회에서 정회 부총대 겸 경제부장인 그를 팔판정회 총대로 선출했다.

### 광복 직후
1945년 3월 29일 경성부 종로구 관철정 9번지에 있던 목재벌채업, 제탄업, 임업부산물을 취급하는 회사 대동산업주식회사(大同產業株式會社)에 일본인 淸水案敏, 松村吉泰 등과 공동 취체역으로 선임되었다. 당시 그는 경성부 종로구 팔판정 151번지에 거주 중이었다. 이 회사는 존립기한 20년 기한을 두고 설립한 회사였다.
광복 후 독립촉성중앙회에 참여하고, 대한청년단에도 가입하여 활동했다. 광복 이후에는 1949년 무렵 서울 종로구 팔판정 151번지에 거주 중이었다.
1946년 서울 종로구 황금동에서 현대일보가 창립되자, 그는 현대일보사 상무이사(現代日報社 常務理事)가 되었다. 현대일보는 1946년 9월 6일 폐간되었으나, 1947년 1월 29일 서상천이 인수하여 다시 발행했다. 현대일보가 복간되자, 후생국장에 임명됐다.
1947년 1월 30일 서울시 종로구 팔판동 동회장(八判洞 洞會長)에 선출되었다. 1947년 10월 1일 서울시 종로구 팔판동 동회장(八判洞 洞會長)에 당선, 재선하였다. 동사무소 건물은 팔판동 166번지에 있었다.
1947년 9월 4일 한국농민총연맹 중앙위원회 소집에 참여, 같은 날 한국농민총연맹 후생부장(韓國農民總聯盟 厚生部長)에 선임되었다. 1947년 10월 15일 현대일보사 후생국장 자격으로 현대일보 총무국장 박세동(朴世東), 산업국장 송한용(宋漢容) 등과 경기도 포천을 방문, 대한독립청년단 포천지단 결성식에 참석하였다. 1947년 11월 9일 서울 삼청국민학교에서 열린 대한독립청년단 북악지단 지단장(北岳支團 支團長)에 선임되었다. 11월 13일 독립촉성국민회의 북악지단 지단장(北岳支團 支團長)에 임명되었다. 12월 30일 대한독립청년단 기획위원(大韓獨立靑年團 企劃委員), 12월 31일 대한독립청년단 총무부장(大韓獨立靑年團 總務部長)에 선임되었다.

### 생애 후반
1948년 3월 3일 현대일보사 후생국장에서 현대일보사 상무이사(現代日報社 常務理事)가 되었다. 1948년 12월 19일에는 대한청년단 교도국 부국장에 선출되었다. 현대일보사를 퇴사한 시점은 기록에 나타나지 않는다. 1949년 대한독청 총무부장으로 선출되었다. 1948년 9월 형 이흥선과 김기승의 집을 방문했다가 백범 김구를 만나 그로부터 친필 휘호 1점을 각각 받았다.
이후 서울특별시 사법보호위원(司法保護委員), 삼청국민학교후원회 상무이사(三淸國民學校後援會 常務理事)로도 활동했다. 1949년 8월 지방자치법이 개정되면서 팔판동장이 되었다.
1950년 6.25 전쟁이 발생하자 피난, 충청남도를 거쳐 부산으로 갔다. 1952년 3월 3일 피난민 단체인 충남류 피난 총본부 부회장(忠南留避難總本部 副會長)에 선출되었다. 휴전 후 다시 서울로 상경, 1955년까지 종로구 팔판동 동회장으로 재직했고, 삼청국민학교후원회 상무이사로 활동했다. 이후의 행적은 미상이다. 1963년 3월 29일 서울 종로에서 사망했다.

### 사후
사후 아들 원상(源翔), 원익(源翊) 등이 연이어 젊은 나이에 요절하였다. 넷째 아들 이원태(李源泰)는 초등학교 교사로 재직하였다. 다섯째 아들 이원영은 기업인으로 대한항공, 한진에서 근무했다.
그의 시신은 경기도 포천시 일동면 유동2리 원통(圓通) 마을 부락 뒷산 동북쪽 축좌(丑坐)에 매장되고, 1967년 부인 청주한씨가 사망하여 그의 묘소 옆에 합장되었다. 그가 후원하던 삼청국민학교는 1969년 11월 28일부로 폐교, 학생들은 서울재동국민학교(서울재동초)로 전출되었다.
그의 묘소 근처 포천시 일동면 유동리 원통(圓通) 부락 뒷산 축좌(丑坐)에 있으며, 원통부락 손좌(巽坐)에는 할아버지 이유녕의 묘소가 소재해 있다.

## 저서
- 《남양대관 (南洋大觀)》 (京城 杏林書院, 1942)

### 기고문
- 〈六年前의 녀름〉, 잡지 《신민 제15호》(1926년 7월 1일)
- 〈情死問題批評-第三者로는 몰을 일〉, 잡지 《신민 제17호》(1926년 9월 1일)
- 〈廣告 다운 廣告〉
- 《사계(四季)의 조선요리(朝鮮料理)》 서문(1934년)
- 〈氣에 살자〉, 잡지 《새벗 1928년 11월호 (창간 三週年記念號(第四卷 第十一號))》(새벗社, 1928년 11월)

## 학력
- 배재학당
- 경성고등보통학교(경기고등학교)
- 일본 도요대학(1920년)

## 가족 관계
- 증조부 : 이현송(李顯松, 1783년 12월 12일 ~ 1840년 7월 20일)
- 친 조부 : 이유녕(李裕寧, 1816년 6월 13일 ~ 1890년 6월 23일)
- 양 조부 : 이우녕(李祐寧, 1812년 8월 13일 ~ 1840년 8월 13일), 친조부 이유녕의 친형
- 양 조모 : 풍천임씨(豊川任氏, 1815년 9월 12일 ~ 1877년 3월 27일) 친정아버지 이름 미상

- 친 아버지 : 이재정(李在正 1846년? 1845년? ~ 1919년), 호(號)는 운초(雲樵), 동강(東岡)
- 친 어머니(아버지의 본부인) : 고성이씨(固城李氏, 1845년 2월 5일 ~ 1898년 2월 21일), 이인겸(李寅謙)의 딸
- 친 어머니(생모) : 안동김씨(安東金氏, 1865년 1월 18일 ~ 1912년 10월 6일), 김인석(金仁奭)의 딸
  - 친 형 : 이흥선(李興善, 1898년 10월 3일 ~ ?)
  - 형수 : 안동권씨(1898년 11월 3일 ~ 1967년 8월 17일), 병사 권용철(權用哲)의 딸
  - 친 동생 : 이양선(李亮善, 1905년 6월 25일 ~ ?)
  - 누이 : 이름 미상
  - 매부 : 윤시현(尹時鉉), 파평윤씨
  - 누이 : 이름 미상
  - 매부 : 류내명(柳來明), 문화류씨
  - 누이 : 이름 미상
  - 매부 : 조창규(趙昌奎), 함안조씨
  - 누이 : 이름 미상, 생년, 몰년 미상

- 친 서모 : 이름 미상(1912년 사망)
- 친 서모 : 이름 미상, 본남편 사후 1912년에 본남편의 아들 1명 데리고 재혼했으나 그의 본생가 형제 자매 6명을 구박, 학대한 일로 1914년 물의를 빚음

- 양 아버지 : 이재영(李在永, 1835년 7월 8일 ~ 1876년? 1888년? 7월 29일(?))
- 양 어머니 : 전주이씨(全州李氏, 1838년 7월 1일 ~ 1883년 3월 15일), 친정아버지 미상 임영군(臨瀛君) 후(后)
- 양 어머니(양 계모) : 풍양조씨(豊壤趙氏, 1855년 3월 3일 ~ ?), 1917년의 우계이씨 족보 편찬 당시에는 생존해 있었다.

- 부인 : 청주한씨(淸州韓氏, 1901년 11월 19일 ~ 1967년 6월 13일), 가선대부 음성군수 죽농 한형리(韓炯履)의 딸
  - 딸 : 이원순(1924년 ~ ?)
  - 사위 : 김문기
    - 외손자 : 김용재

  - 아들 : 이원상(李源翔, 1925년 ~ 1966년)
    - 손녀 : 이향근
    - 손녀 : 이미혜
    - 손녀 : 이정란

  - 아들 : 이원익(李源翊, 1930년 ~ 1967년)
    - 손자 : 이유근
    - 손자 : 이인근

  - 딸 : 이원희(1932년 ~ ?)
  - 사위 : 김병렬
  - 아들 : 이원민(李源敏, 1934년 ~ )
  - 딸 :이원애(1936년 ~ )
  - 사위 : 배재도
  - 아들 : 이원태(李源泰), 초등학교 교사 역임
  - 아들 : 이원영(李源榮, 1944년 ~ ), 기업인, 대한항공, 한진 근무

- 후처 : 이름 미상(? ~ ?)

- 장인 : 한형리(韓炯履, 1847년 12월 13일 ~ 1926년 11월 2일), 장도공 한치의(章悼公 韓致義) 후
- 장모 : 무안박씨(務安朴氏), 학생 박지훈(朴志勳)의 딸

## 기타
1948년 9월 백범 김구가 이능선과 그의 형 이흥선에게 선물한 친필 휘호는 다음과 같다. "이능선 세제 정지 광복조국(光復祖國) 1948년 9월 28일", "이흥선 세제 아정 충효전가(忠孝傳家), 1948년 9월 27일" 이는 각각 빛을 본 우리나라라는 뜻과, 충성과 효도를 가풍으로 전하라, 혹은 충효를 집안 대대로 전하라는 뜻이다. 백범 김구가 이능선, 이흥선 형제에게 선물한 휘호는 여러 사람의 손을 거쳐 문화관광부 장관 김성재에게 갔다가, 다시 백범기념관에 기증되었다.

## 같이 보기
| - 박영희 - 동인 - 광고 - 삼청동 - 매일신보 - 현대일보 - 리포터 | - 이재정 - 신청년 - 신민 - 한형리 - 김을한 |

## 관련 서적
- 李能善, 《남양대관 (南洋大觀)》 (京城 杏林書院, 1942)
- 내외홍보사, 《대한민국인사록 人事錄》 (내외홍보사, 1950) 118페이지
- 김영식, 言論人巴人金東煥硏究 : 新聞記者・雜誌人 1권》 (新星出版社, 2000)
- 김윤식·김현, 〈한국문학사 : 영정조에서 4·19에 이르는 한국문학사 6 - 개인과 민족의 발견〉, 문학사상사, 《문학과지성 - 통권 12호 (1973년 여름호)》 (문학사상사, 1973) pp.162
- 이어령, 《새 資料 調查를 통한 韓國作家 傅記研究》 (梨花女子大學校 韓國語文學研究所, 1975) 155페이지, 160페이지
- 정진석, 《언론조선총독부》 (커뮤니케이션북스, 2005)
- 관훈클럽, 《韓國言論年表: (1881-1945)》 (관훈클럽, 1979) 355페이지
- 단국대학교 부설 동양학연구소, 《구비문학 관련 자료집 한국어·일본어 잡지편 2 (동양학총서 17집)》 (민속원, 2007)

## 참고 자료
- 이능선 - 국사편찬위원회
- 잡지 신민 제15호 1926년 7월 1일, 六年前의 녀름
- 잡지 신민 제17호 1926년 9월 1일, 情死問題批評-第三者로는 몰을 일
- 이능선:동양대학 일람 1925년도(1925―12―25) 258면

| 전임 유종현 | 제3대 경성부 종로구 팔판정 부총대 1943년 7월 1일 ~ 1943년 12월 14일 |  |

| 전임 쓰기야마 준에이 | 제2대 경성부 종로구역소 팔판정 총대 1943년 12월 14일 ~ 1945년 9월 2일 | 후임 (미 군정 주둔) |

|  | 서울 종로구 팔판동 동회장 1947년 1월 30일 ~ 1947년 10월 1일 | 후임 이능선 |

| 전임 이능선 | 서울 종로구 팔판동 동회장 1947년 10월 1일 ~ 1949년 8월 | 후임 이능선 (팔판동장) |

| 전임 이능선 (서울 종로구 팔판동 동회장) | 서울 종로구 팔판동 동장 1949년 8월 ~ 1955년 5월 8일 | 후임 김관우(태화동장) (팔판동이 태화동에 병합됨) |